# Kwikbatterij
Een kwikbatterij is een niet-oplaadbare batterij. De werking van de kwikbatterij berust op de reactie van kwikoxide met een zink-elektrode. Hierbij is de elektrolyt een base, meestal natriumhydroxide of kaliumhydroxide. Natriumhydroxide levert een constante spanning bij lage stromen, terwijl kaliumhydroxide zorgt voor een constante spanning bij hoge stromen.

## Werking
Aan de kathode vindt volgende reactie plaats:
{\displaystyle {\ce {HgO + H2O + 2e- -> Hg + 2OH-}}}
De reactie aan de anode gebeurt in 2 stappen:
{\displaystyle {\ce {Zn + 4OH- -> Zn(OH)^{2-}4 + 2e-}}}
{\displaystyle {\ce {Zn(OH)^{2-}4 -> ZnO + 2OH- + H2O}}}
Dit geeft als totale reactie aan de anode:
{\displaystyle {\ce {Zn + 2OH- -> ZnO + H2O + 2e-}}}
Met als totale reactie:
{\displaystyle {\ce {Zn + HgO -> ZnO + Hg}}}
De voltage van deze batterij is 1,35 volt.

## Voordelen
Deze batterijen kunnen zeer lang ontladen met een constante spanning (tot zo'n 10 jaar). Ze hebben ook een hoge capaciteit voor hun grootte. Kwikbatterijen hebben een zeer lage zelfontlading. Ten slotte is de batterijspanning niet temperatuurafhankelijk waardoor deze ook bij wisselende temperaturen gebruikt kunnen worden.

## Nadelen
Het grote nadeel van deze batterij is dat er kwik in zit. Dit is een zeer gevaarlijke en toxische stof. Aangezien kwik zowel slecht is voor de gezondheid als voor het milieu, is de productie van dit type batterij verboden in veel landen.

## Toepassingen
Aangezien veel landen kwikbatterijen verbieden (sinds 1996), wordt ze in Europa nog zelden gebruikt. Tijdens de Tweede Wereldoorlog en voor onder andere vroege gsm's, hoortoestellen, afstandsbedieningen en pacemakers werden ze wel nog gebruikt.